# Detective Knight: Independence
 (décembre 2023).
Série
Detective Knight: Redemption
(2022)
Pour plus de détails, voir Fiche technique et Distribution.
Detective Knight: Independence est un film américain réalisé par Edward John Drake, sorti en 2023.
Il s'agit de l'un des derniers films de Bruce Willis, après sa retraite en raison d'une aphasie.

## Synopsis
À peine réintégré à la police de Los Angeles, l'inspecteur James Knight met hors d'état de nuire un preneur d'otage. Les festivités ne font que commencer quand un ambulancier révolté par le système décide de voler un uniforme de policier pour devenir un justicier. Hélas, sa propre idée du sens du devoir va se heurter à celle de Knight lors d'un affrontement inévitable.

## Fiche technique
- Titre original et français : Detective Knight: Independence
- Titre de travail : Devil's Knight
- Réalisation : Edward John Drake (en)
- Scénario : Edward John Drake et Corey Large (en)
- Musique : Scott Currie
- Photographie : Laffrey Witbrod
- Montage : Justin Williams
- Production : Randall Emmett, George Furla et Corey Large
- Sociétés de production : Emmett/Furla Oasis, BondIt Media Capital et Buffalo 8 Productions
- Société de distribution : Lionsgate
- Pays de production :  États-Unis
- Langue originale : anglais
- Format : couleur - 2,39:1
- Genre : action
- Dates de sortie :
  - États-Unis : 20 janvier 2023 (sortie limitée et vidéo à la demande)

## Distribution
- Bruce Willis (VF : Stefan Godin) : l'inspecteur James Knight
- Jack Kilmer : Dezi
- Willow Shields : Ally
- Lochlyn Munro : Fitzgerald
- Michael Sparks : Nico
- Mark Hewlett : Kirill
- Timothy V. Murphy : Vincent
- Jimmy Jean-Louis : Godwin
- Dax Spangole : Quinn
- Lorenzo Antonucci : George
- Scott Cargle : Sean Beston
- Francis Cronin : Peter O'Malley
- Dina Meyer : Burnham

 Source et légende : version française (VF) sur RS Doublage